# 明切米爾

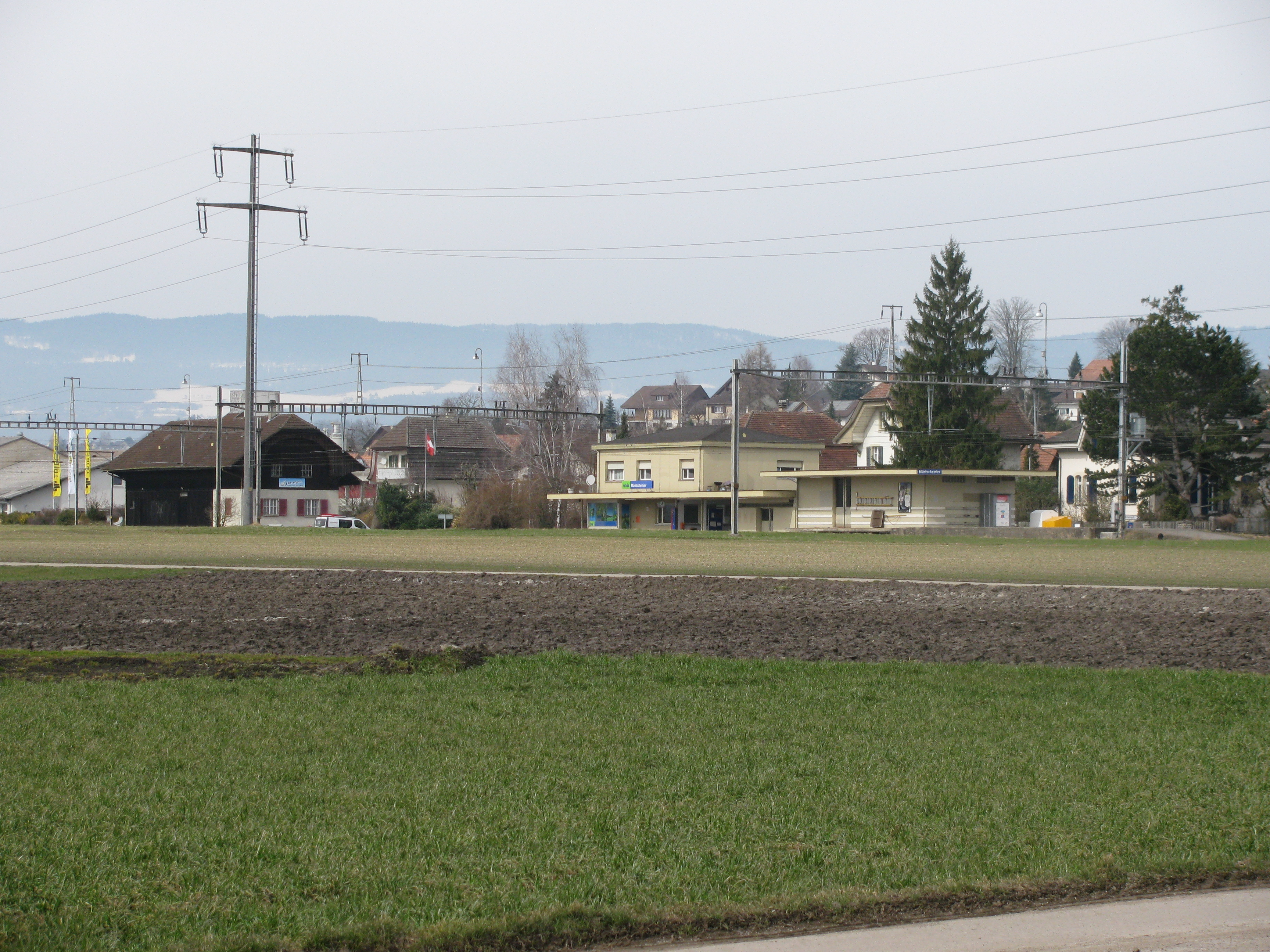

明切米爾（德語：Müntschemier）是瑞士的城鎮，位於該國中西部，由伯恩州負責管轄，面積4.88平方公里，海拔高度438米，2011年人口1,291，七成人口信奉基督教，人口密度每平方公里265人。